# Борок (Славковская волость)
Борок — деревня в Порховском районе Псковской области. Входит в состав сельского поселения «Славковская волость».
Расположена на юге района, в 64 км к юго-западу от города Порхов.

## Население
| 2001 | 2002 | 2010 |
| ---- | ---- | ---- |
| 45   | ↘41  | ↘15  |

## История
До 2005 года деревня входила в состав ныне упразднённой Гальчихинской волости с центром в д. Лютые Болоты, до 2010 года  —  в состав упразднённой Митрофановской волости.